# ローランド・カルバート・キュービット (第3代アシュコーム男爵)
第3代アシュコーム男爵ローランド・カルバート・キュービット（Roland Calvert Cubitt, 3rd Baron Ashcombe, DL、 1899年1月26日 - 1962年10月28日）は、イギリスの貴族、陸軍軍人。
チャールズ3世の王妃カミラの祖父にあたる。

## 来歴
1899年1月26日に第2代アシュコーム男爵ヘンリー・キュービットとその妻モード・マリアン（旧姓カルバート）の間の四男としてロンドンに生まれる。
イートン校を経てサンドハースト王立陸軍士官学校へ入学した。コールドストリームガーズの将校となる。
兄三人は第一次世界大戦中に子供のないまま戦死ないし死亡したため、それ以降は彼が跡継ぎであった。
1947年10月27日の父の死去に際して第3代アシュコーム男爵位を継承し、貴族院議員に列した。
1962年10月28日にサリー州・ドーキングで死去した。爵位は長男ヘンリー・キュービットが継承した。

## 家族
1920年にジョージ・ケッペル中佐の娘ソニア・ローズマリー・ケッペルと結婚し、彼女との間に以下の3子を儲けた。
- 第1子（長女）ロザリンド・モード・キュービット（1921年 - 1994年）- 陸軍軍人ブルース・シャンド少佐と結婚し、チャールズ3世の後妻カミラを儲ける
- 第2子（長男）ヘンリー・エドワード・キュービット（1924年 - 2013年）- 第4代アシュコーム男爵位を継承
- 第3子（次男）ジェレミー・ジョン・キュービット（1927年 - 1958年）- 15メートルの高さのバルコニーから落下して死亡

1947年にソニアと離婚した。1948年にはイディナ・ジョアン・ミドルトンと再婚したが、彼女との間に子どもはない。イディナの死後、1959年にジーン・ベイリスと再々婚したがジーンとの間にも子どもはいない。